# Folkia
Folkia là một chi nhện trong họ Dysderidae.